# Avenida Corifeu de Azevedo Marques
A Avenida Corifeu de Azevedo Marques é uma avenida que atravessa os distritos do Butantã, Rio Pequeno e Jaguaré, na Zona Oeste da cidade de São Paulo.

## História
A avenida fazia parte da chamada Estrada de Itú até 1966, quando foi renomeada com o nome atual. O nome é uma homenagem ao jornalista Corifeu de Azevedo Marques. Nesta avenida, está localizada a Favela de São Remo, que se estende até a divisa com a Cidade Universitária (USP).
Em 2021, a avenida ganhou uma ciclofaixa.
A avenida também receberia um corredor exclusivo para ônibus. Porém, até 2023, a implantação do mesmo ainda não havia sido concluída.